# (2132) Жуков
(2132) Жуков — астероид главного пояса, который был открыт 3 октября 1975 года советской женщиной-астрономом Людмилой Черных в Крымской астрофизической обсерватории и назван в честь советского военачальника четырежды Героя Советского Союза Маршала Советского Союза Г. К. Жукова. 
Период обращения этого астероида вокруг Солнца составляет 1693,5996845 земных суток.